# Bezen Perrot
Bezen Perrot fue una organización paramilitar de ideología nacionalista bretona creada el 15 de diciembre de 1943 a partir de Bezen Kadoudal y del Bagadou Stourm. Tomó este nombre a sugerencia de Ange Péresse, en honor del sacerdote Yann-Vari Perrot, ardiente defensor de la lengua bretona y ejecutado por la Resistencia francesa debido a su colaboracionismo con la Alemania nazi.
Fue creada por Célestin Lainé y también se le conoció como La Formation Perrot, Perrot Gruppe, Der bretonische Waffenverband der SS o Die bretonische SS. Reclutó a 66 personas entre finales de julio de 1943 y julio de 1944. El adjunto de Lainé fue Alan Heusaff y entre otros líderes tuvo a Jean Chanteau (alias Mabinog) y Ange Péresse. Afirmaban que su finalidad era proteger y defender a los militantes políticos y culturales bretones de los ataques de la resistencia antinazi.
Los primeros voluntarios del Bezen Perrot fueron enviados al frente de Bretaña, a comienzos de 1944. Militarmente, la unidad dependía del Hauptscharfuhrer Hans Grimm, denominado Lecomte, dentro del Sicherheitsdienst (S.D.) de Rennes. El Obersturmbannfuhrer de la región tenía la responsabilidad directa de las unidades que combatían a los maquis en Bretaña. Los voluntarios de la Bezen Perrot se enrolaron en el Sicherheitsdienst bajo uniforme de la Wehrmacht. La actividad de Bezen Perrot no duró más de 6 meses. Su principal misión fue vigilar el edificio de la Gestapo en Rennes y a sus prisioneros, torturar y atacar a la resistencia antinazi, establecer redes de apoyo, preparar sabotajes y apoyar a las querrillas contra los Aliados en los territorios liberados. En 1944 el grupo se instala en la mansión Colombier de Rennes, participando en acciones contra los maquis bretones. Estos voluntarios, encabezados por Ange Péresse y Léon Jasson, vestían el uniforme verde y gris con la calavera (Totenkopf) en el casco.
Los principales protagonistas de la alianza con los nazis no esperaron a la caída final del Tercer Reich para huir. Desde junio de 1944 algunos de ellos marcharon a Alemania (como Fred Moyse, quien consiguió la nacionalidad alemana y se instaló más tarde en Frankfurt). Según escribe Philippe Aziz, «Durante toda la jornada del 1 de agosto, Célestin Lainé envió a sus lugartenientes Ange Péresse y Léon Jasson a la llamada a filas" del Bezen Perrot en pos de que se reagrupasen en la calle Lesage, centro de reunión. Marchó hasta la calle Jules Ferry, donde se encontraba la sede de la Gestapo, para encontrarse con Pulmer y acordar las modalidades del repliegue y organizar los convoyes e itinerarios. Aquella tarde, un primer contingente de 30 paramilitares del Bezen Perrot, junto a un grupo de empleados de la Gestapo, iniciaba la marcha. El 2 de agosto, marchó el resto del grupo. Entre otros simpatizantes del Bezen Perrot se encontraban el editor de L'Heure bretonne; Marcel Guieysse, su esposa y su hija, la esposa de Peresse y sus hijos; Roparz Hemon, fundador del Instituto Céltico de Bretaña; Jos Youenou, cuñado de François Debeauvais; Françoise Rozec-Andouard, alias Meavenn...) "
El 3 de agosto de 1944, el VIII Ejército estadounidense entraba en Rennes cuando la Wehrmacht la había evacuado unos días atrás. En la marcha hacia París, las deserciones se multiplican: algunos se unieron a las diferentes organizaciones antinazis y otros muchos pasaron discretamente a la vida civil. Militantes como Cadoudal, Lizidour y Rual fueron arrestados en Colombey-les-Deux-Églises por un gendarme francés, que los entrega a las tropas norteamericanas. Cadoudal fue condenado a 10 años de trabajos forzados, pero le fue conmutada la pena por 2 años de cárcel y fue liberado en febrero de 1946.
Célestin Lainé y los más recalcitrantes de la Bezen Perrot se pusieron a trabajar para los alemanes, entre los operadores de radio del Abwehr y otros se unieron a los comandos de las Waffen SS de Otto Skorzeny. La mayoría, sin embargo, fueron arrestados cuando intentaban volver a Bretaña. Lainé vivió clandestinamente en Alemania hasta que logró huir a Irlanda, donde se estableció hasta su muerte.